# Provincia de Imperia
La provincia de Imperia (en italiano: provincia di Imperia) es una provincia italiana, situada en la región de Liguria, con capital en la ciudad homónima. 
Limita al norte con la provincia de Cuneo, perteneciente a la región del Piamonte; al este con la provincia de Savona; al oeste con Francia y al sur con el mar. La capital es Imperia (42.667 hab.), que es superada en población por el comune (municipio) de San Remo (56.962 hab.).